# Copilul la bord
Copilul la bord (Bebê a Bordo) este o telenovelă braziliană produsă și difuzată de Rede Globo între 13 iunie 1988 și 10 februarie 1989, în 209 episoade.
Scris de Carlos Lombardi, în colaborare cu Luís Carlos Fusco și Maurício Arruda, a avut conducerea lui Roberto Talma, a lui Del Rangel, a lui Marcelo de Barreto și a lui Paulo Trevisan, precum și direcția generală și de bază a lui Roberto Talma.

## Distribuție
- Isabela Garcia - Ana[1]
- Tony Ramos - Tonico Ladeira
- Dina Sfat - Laura Petraglia
- Maria Zilda Bethlem - Ângela
- Ary Fontoura - Nero Petraglia
- Nicette Bruno - Branca Ladeira
- José de Abreu - Tonhão
- Armando Bógus - Liminha Petraglia
- Débora Duarte - Joana Mendonça
- Inês Galvão - Soninha
- Léo Jaime - Zezinho
- Rodolfo Bottino - Antonio Antonucci
- Guilherme Fontes - Rei
- Guilherme Leme - Rico
- Sebastião Vasconcelos - Tico
- Patrícya Travassos - Ester Ladeira
- Sílvia Buarque - Raio-de-luar
- Márcia Real - Walkíria
- Françoise Forton - Glória Ladeira
- Carla Marins - Sininho (Maria Luísa)
- Tarcísio Filho - Caco